# Ryan Young
(en) Statistiques sur pro-football-reference
Ryan Young, né le 28 juin 1976 à Saint-Louis dans le Missouri, est un joueur de football américain évoluant au poste d'offensive tackle en National Football League. Il a joué pour les Jets de New York, les Texans de Houston et les Cowboys de Dallas. Titulaire à droite dans la ligne offensive des Jets en 2000 et 2001, il est sélectionné en deuxième position par les Texans lors de la draft d'expansion 2002 de la NFL. Les blessures limitent son temps de jeu à seulement neuf rencontres sous le maillot des Texans avant d'être libre sur le marché des transferts. Il refuse l'offre de contrat des Texans et s'engage avec les Cowboys. Touché au genou, il met un terme à sa carrière à la fin de la saison 2003.